# Inside Edge
Inside Edge é uma série de televisão indiana de 2017 criada por Karan Anshuman e produzida pela Amazon Prime Video. A série é estrelada por Richa Chada, Tanuj Virwani, Vivek Oberoi e Angad Bedi nos papéis principais.

## Sinopse
Inside Edge, a primeira série indiana da Amazon, segue uma equipe profissional de cricket e toda a corrupção, conflitos e luta pelo poder, associados à gestão do clube.

## Elenco
- Vivek Oberoi ...Vikrant Dhawan
- Richa Chadha ...Zarina Malik
- Tanuj Virwani ...Vayu Raghavan
- Angad Bedi ...Arvind Vashishth
- Sayani Gupta ...Rohini Raghavan
- Sanjay Suri ...Niranjan Suri
- Siddhant Chaturvedi ...Prashant Kanaujia
- Sarah-Jane Dias ...Meera Nagpal
- Amit Sial ...Devender Mishra
- Manuj Sharma ...KR Raghunath
- Manu Rishi ...Manoharlal Handa
- Alexx O'Nell ...Craig Litner
- Edward Sonnenblick ...Hamish Mccall
- Asha Saini ...Ayesha Dewan
- Aahana Kumra ...Shahana Vashishth
- Jitin Gulati ...Pritish
- Himanshi Choudhry ...Sudha Dhawan
- Akashdeep Arora ...Tanay
- Mahnaz Damania ...Namorada de Raghunath[2]

## Prêmios e indicações
| Ano  | Prêmio                         | Categoria              | Indicação   | Resutado |
| ---- | ------------------------------ | ---------------------- | ----------- | -------- |
| 2018 | 46th International Emmy Awards | Melhor Série Dramática | Inside Edge | Indicado |